# Micromidia
Genre
Micromidia est un genre de libellules de la famille des Synthemistidae (sous-ordre des Anisoptères, ordre des Odonates). 

## Liste d'espèces
Selon BioLib (14 décembre 2020) :
- Micromidia atrifons (McLachlan, 1883)
- Micromidia convergens Theischinger & Watson, 1978
- Micromidia rodericki Fraser, 1959